# 中村常三郎 (実業家)
中村 常三郎（なかむら つねさぶろう、1882年（明治15年）8月26日 - 1970年（昭和45年）2月2日）は、日本の起業家、銀行家。石油・肥料商。日州無尽株式会社、宮崎無尽株式会社、宮崎相互銀行（ともに現在の宮崎太陽銀行）の社長を務めた。子に中村地平（治兵衛）。宮崎太陽銀行創業者の1人。

## 来歴・人物
宮崎師範学校附属小学校卒業。当初は石油・肥料商を本業としていたが、副業として1913年に宮崎貯金株式会社を設立し、同年に仲田房吉（初代社長）らと合流して日州興業貯金株式会社設立に参加する。同社は1915年に無尽業法が制定されると日州興業無尽、1929年に日州無尽と商号を変更していくが、この間常三郎は役員として経営に参与するものの、あくまで本業は石油・肥料商であった。
1931年に多田有機の後任として日州無尽の3代目社長に就任した。1941年に日州無尽は日向無尽や高鍋無尽、昭明無尽と合併して宮崎無尽が設立され、1951年に相互銀行法の施行に伴い、宮崎無尽を宮崎相互銀行に商号変更し、引き続き社長を務めた。
1961年に社長を退任して、次男の中村治兵衛（地平）に譲り、取締役も退任して宮崎相互銀行の経営から身を引き、1970年に死去した。

## 栄典
- 1955年 - 黄綬褒章